# Johann-Sebastian-Bach-Institut

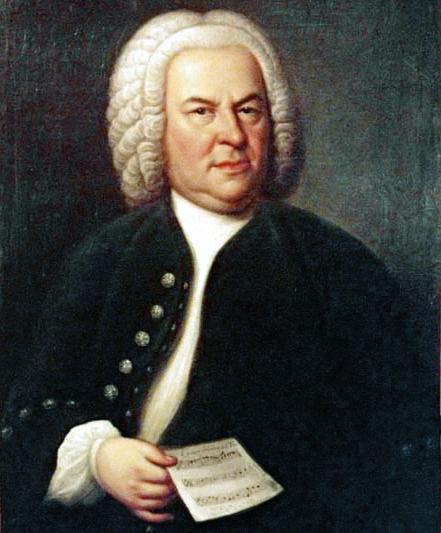
Johann Sebastian Bach.

Lo Johann-Sebastian-Bach-Institut era un istituto di studi dedicato a Johann Sebastian Bach con sede a Gottinga, in Germania.

## Storia
L'istituto venne fondato nel 1951 e fu la guida, insieme al Bach-Archiv di Lipsia, per la realizzazione della Neue Bach-Ausgabe, la seconda edizione storico-critica completa delle composizioni di Johann Sebastian Bach.
L'istituto terminò le sue attività nel 2006.
I suoi direttori, dalla fondazione alla chiusura, furono:
- 1951-1961: Hans Albrecht
- 1961-1962: Wilhelm Martin Luther
- 1962-1993: Georg von Dadelsen
- 1993-2006: Martin Staehelin

## Pubblicazioni
- Johann-Sebastian-Bach-Institut e Bach-Archiv, Die Neue Bach-Ausgabe, Kassel, Bärenreiter, 1954-2007.